# Lion Books
Lion Books (ライオンブックス Riaon Bukkusu?) fue una colección de manga one shot de 1950 publicado por Shūeisha en la Omoshiro Book como suplemento. La misma compañía publicaría Lion Books II en la Shōnen Jump en la década de los 70, que comúnmente sería llamado Shin Lion Books. La serie fue adaptada parcialmente en un anime experimental entre la década de los 80 y 90.

## Manga
El manga comenzó a publicarse en la revista Omoshiro Book de Shūeisha en agosto de 1956. Se publicaron 12 capítulos, uno cada mes hasta julio de 1957. Estos capítulos son llamados comúnmente Omoshiro Book Han (おもしろブック版?) para diferenciarlos de los publicados después. En marzo de 1971 Tezuka volvió a trabajar con Shūesha y publicó 24 capítulos en la revista Shōnen Jump, terminando en septiembre de 1972. Estos capítulos son llamados comúnmente Lion Books II o Shin Lion Books. Los capítulos fueron publicados por primera vez en forma de volumen en 1973 en 4 volúmenes de una colección llamada Best Comic y en 1977 Kōdansha publicó 7 volúmenes. En el 2008 Shōgakukan publicó 2 volúmenes con los 11 capítulos del Omoshiro Book Han.

### Capítulos publicados en Omoshiro Book
| #  | Título                                        | Título original                 | Publicación        |
| -- | --------------------------------------------- | ------------------------------- | ------------------ |
| 1  | Los humanos que deberán venir (来るべき人類?) |                                 | Agosto de 1956     |
| 2  | El rayo del Universo Negro (くろい宇宙線?)    |                                 | Septiembre de 1956 |
| 3  | Aeropuerto espacial (宇宙空港?)               | Aeropuerto espacial             | Octubre de 1956    |
| 4  | Aeropuerto espacial (宇宙空港?)               | Orion No. 137 (オリオン137星?)  | Noviembre de 1956  |
| 5  | El gato verde (緑の猫?)                       |                                 | Diciembre de 1956  |
| 6  | La cordillera del terror (恐怖山脈?)          | Teatro terrestre 1 (地球劇場1?) | Enero de 1957      |
| 7  | Asesinos gemelos (双生児殺人事件?)            | Teatro terrestre 2 (地球劇場2?) | Febrero de 1957    |
| 8  | La frontera ha enloquecido (狂った国境?)      | Teatro terrestre 3 (地球劇場3?) | Marzo de 1957      |
| 9  | Los incontables ojos del diablo 1 (複眼魔人?) | 複眼魔人（前編）                | Abril de 1957      |
| 10 | Los incontables ojos del diablo 1 (複眼魔人?) | 複眼魔人（後編）                | Mayo de 1957       |
| 11 | Patrón Skeleton (白骨船長?)                   |                                 | Junio de 1957      |
| 12 | Agujero de bala en el desierto (荒野の弾痕?)  |                                 | Julio de 1957      |

### Capítulos publicados en Omoshiro Book Shōnen Jump
| #  | Título                                                   | Título Original             | Publicación              |
| -- | -------------------------------------------------------- | --------------------------- | ------------------------ |
| 1  | Adachi-ga Hara (安達が原?)                               |                             | 22 de marzo de 1971      |
| 2  | Espejismo (白縫?)                                        |                             | 26 de abril de 1971      |
| 3  | Serenata del ombligo del cerdo (ブタのヘソのセレナーデ?) |                             | 24 de mayo de 1971       |
| 4  | El aula cerrada (あかずの教室?)                          |                             | 21 de junio de 1971      |
| 5  | Un centenar de cuentos (百物語?)                         | 百物語・放浪編              | 26 de julio de 1971      |
| 6  | Un centenar de cuentos (百物語?)                         | 百物語・恐山編              | 23 de agosto de 1971     |
| 7  | Un centenar de cuentos (百物語?)                         | 百物語・黄金編              | 27 de septiembre de 1971 |
| 8  | Un centenar de cuentos (百物語?)                         | 百物語・下剋上編            | 25 de octubre de 1971    |
| 9  | Mosa, la ardilla voladora (モモンガのムサ?)              |                             | 22 de noviembre de 1971  |
| 10 | Collapso (コラープス?)                                   |                             | 27 de diciembre de 1971  |
| 11 | La luna y los lobos (月と狼たち?)                        |                             | 17 de enero de 1972      |
| 12 | Río madre (おふくろの河?)                                |                             | 14 de febrero de 1972    |
| 13 | Mansión OBA (マンションOBA?)                             |                             | 20 de marzo de 1972      |
| 14 | El color de los pétalos en Primavera (春らんまん花の色?) |                             | 17 de abril de 1972      |
| 15 | Mimigarasu (耳鴉?)                                       | Mimigarasu                  | 15 de mayo de 1972       |
| 16 | Mimigarasu (耳鴉?)                                       | Dendekoden (でんでこでん?)  | 19 de junio de 1972      |
| 17 | 7 hombres del espacio exterior (荒野の七ひき?)           |                             | 17 de julio de 1972      |
| 18 | La marcha cubierto de barro (どろだらけの行進?)          |                             | 14 de agosto de 1972     |
| 19 | Muse y Don (ミューズとドン?)                             | ミューズとドン1妖獣         | 18 de septiembre de 1972 |
| 20 | Muse y Don (ミューズとドン?)                             | ミューズとドン2野の呼び声   | 16 de octubre de 1972    |
| 21 | Muse y Don (ミューズとドン?)                             | ミューズとドン3地底の時刻表 | 20 de noviembre de 1972  |
| 22 | El dulce aroma del éxito (成功のあまきかおり?)           |                             | 18 de diciembre de 1972  |
| 23 | El planeta lejano (はるかなる星?)                        |                             | 22 de enero de 1973      |
| 24 | La escuela extraña (奇動館?)                             |                             | 19 de febrero de 1973    |

### Volúmenes
| Volumen | ISBN | Publicación         | Capítulos |
| ------- | ---- | ------------------- | --------- |
| 1       |      | 5 de marzo de 1973  |           |
| 2       |      | 15 de abril de 1973 |           |
| 3       |      | 5 de mayo de 1973   |           |
| 4       |      | 15 de junio de 1973 |           |

| Volumen | ISBN                   | Publicación              | Capítulos                        |
| ------- | ---------------------- | ------------------------ | -------------------------------- |
| 1       | ISBN 978-4-06-108661-6 | 20 de octubre de 1977    | 1, 17, 23 y 4 de la Shōnen Jump  |
| 2       | ISBN 978-4-06-108662-3 | 20 de noviembre de 1977  | 2, 9, 10 y 24 de la Shōnen Jump  |
| 3       | ISBN 978-4-06-108663-0 | 20 de diciembre de 1977  | 13 al 16 de la Shōnen Jump       |
| 4       | ISBN 978-4-06-108664-7 | 25 de enero de 1978      | 19 al 21 y 12 de la Shōnen Jump  |
| 5       | ISBN 978-4-06-108665-4 | 25 de mayo del 1978      | 5 al 8 de la Shōnen Jump         |
| 6       | ISBN 978-4-06-173275-9 | 30 de octubre del 1983   | 1, 5, 11, 3 y 4 de Omoshiro Book |
| 7       | ISBN 978-4-06-173276-6 | 20 de diciembre del 1983 | 6, 2, 8, 9 y 10 de Omoshiro Book |

| Volumen | ISBN                   | Publicación         | Capítulos                |
| ------- | ---------------------- | ------------------- | ------------------------ |
| 1       | ISBN 978-4-7780-3070-4 | Marzo de 2008       | 1 al 6 de Omoshiro Book  |
| 2       | ISBN 978-4-7780-3073-5 | 28 de abril de 2008 | 7 al 12 de Omoshiro Book |

## Adaptaciones de Anime
Dos de las historias del manga fueron adaptadas en una serie de anime experimental llamado 'Lion Books collection'. La primera adaptación vino en 1983 usando la historia de El gato verde. Éste se convierte en el primer OVA creado por la industria, aunque no es oficialmente considerado un OVA al igual que Dallos. La segunda historia Adachi-ga Hara fue adaptada en 1991, y se convierte en la única película de la serie en ser llevada al cine.
| Historia | Anime                   | Lanzamiento |
| -------- | ----------------------- | ----------- |
| 1        | El gato verde           | 1983        |
| 2        | Amefuri Kozo            | 1983        |
| 3        | Lunn vuela en el viento | 1985        |
| 4        | El regreso de Yamataro  | 1986        |
| 5        | Adachi-ga Hara          | 1991        |
| 6        | Akuemon                 | 1993        |